# Scutellaria monterreyana
Scutellaria monterreyana là một loài thực vật có hoa trong họ Hoa môi. Loài này được B.L.Turner miêu tả khoa học đầu tiên năm 1994.